# اینا تاداتسوگو
اینا تاداتسوگو (انگلیسی: Ina Tadatsugu; ۱ ژانویهٔ ۱۵۵۰ – ۱ اوت ۱۶۱۰) سامورایی در دوره سنگوکو و دوره ادو اهل ژاپن بود.
در سال ۱۵۹۰، توکوگاوا ایه‌یاسو اینا تاداتسوگو را در ولایت موساشی در دامنه کومورو با ۱۳۰۰۰ ککو تأسیس کرد. پس از نبرد سکیگاهارا در سال ۱۶۰۰، تعداد هان به ۲۰۰۰۰ ککو افزایش یافت، با این حال، این خاندان در سال ۱۶۱۳ به دلیل نقش پسرش تاداماسا در یک توطئه سازماندهی شده توسط اوکوبو ناگایاسو (مرگ ۱۶۱۳) خلع ید شد.